# Zuhanás (film, 2006)
A Zuhanás (eredeti cím: The Fall) 2006-ban bemutatott fantasyfilm, rendezője Tarsem Singh, a főbb szerepekben Lee Pace, Catinca Untaru és Justine Waddell játszik. Története egy 1981-es bolgár film, a Yo Ho Ho forgatókönyvén alapszik, melynek rendezője Valeri Petrov volt.
A film nemzetközi összbevétele 3 millió USD, kritikai fogadtatása vegyes volt.
Az amerikai mozikba 2008-ban került, magyarországi bemutatója: 2008. október 9.

## Cselekménye
Az 1920-as években Los Angeles mellett egy kórházban fekszik Roy Walker (Lee Pace) kaszkadőr, miután egy film felvételei során egy ugrásnál megsérült. Sérülése komoly, nem tud megmozdulni, talán egész életére béna marad.
Alexandria (Catinca Untaru), egy 6 éves román kislány törött karral szintén ebben a kórházban van. Egyik nap egy rövid levelet ír, amit azonban a szél felkap, és a kaszkadőr ágyán landol. Roy elmondja neki, hogy a neve, Alexandria egy nagy harcos és hadvezér, Nagy Sándor nevéből származik, és egy történetet kezd el mesélni, amiben a hadvezér és emberei egy sivatagban a kínzó szomjúságot igyekszenek leküzdeni. A kislánynak vissza kell mennie a szobájába, előtte azonban azt kéri Roytól, hogy másnap folytassa a történetet.
A következő napon Roy folytatja a kalandos történetet, ami a nézők szeme előtt elevenedik meg. Minden átmenet nélkül, felváltva látjuk a kórházban történő dolgokat és az elmesélt történet eseményeit.
Roy történetében öt hős szerepel: egy csendes indián harcos; egy izmos néger, volt rabszolga, Otta Benga; egy állandóan szivarozó olasz robbantási szakértő, Luigi; egy Charles Darwinra hasonlító tudós egy majommal, amit titokban a zsákjában cipel; és egy maszkot viselő bandita.
Egy Odious nevű gonosz ember mindannyiuk ellen elkövetett valamit, ezért bosszút akarnak állni rajta. A hősök egy tengerrel körülvett kicsiny, kopár szigeten vannak, ahonnan szeretnének a szárazföldre eljutni, azonban kiderül, hogy a maszkos bandita nem tud úszni, ezért ki kell találniuk valamit. A bandita fivérét Odious fel akarja akasztatni, ezért gyorsan kell cselekedniök. Darwin a távcsövével észrevesz a tengerben egy úszó elefántot, amin a bandita ki tud menni a partra. Itt egy hatodik hős csatlakozik hozzájuk, aki egy lángokban álló fából lép elő.
Az Alexandria szemei előtt megelevenedő történetben a környezetében lévő emberek figurái jelennek meg: a gyümölcsöskertben a családjával együtt dolgozó szikh görbe élű karddal felszerelt harcos; az egyik ápolónő a bandita elrabolt barátnőjévé válik; Roy egyik látogatója, egy féllábú profi kaszkadőr lesz Luigi, a robbantási szakértő (itt két lába van); a jeget szállító néger munkás pedig egy vad afrikai harcos, aki fogságból szökött meg.
Bár Roy megkedveli a kislányt, és nem akar neki bajt okozni, de kialakul benne egy hátsó gondolat: a kislány megtévesztésével morfiumot akar szerezni, amivel megölheti magát.
Felírja neki egy cédulára, hogy milyen üveget kell elhoznia (angolul „morphine”), azonban Alexandria, akinek nehézséget okoz az angol szavak kiolvasása, a gyógyszertárban, ahova titokban beoson, csak arra emlékszik, hogy a szóban egy „3”-as is volt, ezért három morfintablettát visz Roynak az egész üveg helyett.
Ahogy a történet folyamatosan alakul és változik, egyre több szereplő jelenik meg benne a való életből, és a kislány is beleszól a mese alakulásába.
A kórház egyik ápolónője, Evelyn (Justine Waddell) úgy jelenik meg, mint Odious kormányzó és az álarcos bandita közötti viszály okozója. Az álarcos bandita Roy, Alexandria pedig mint a lánya szerepel a történetben.
Roy rábeszéli a kislányt, hogy lopja el az egyik páciens kisszekrényéből a „morfium” feliratú  gyógyszeres üveget. Az akció sikerrel jár, Roy aznap este nagy adag gyógyszert vesz be az üvegből.
Másnap reggel Alexandria, ahogy Roy hálóterme felé siet, egy lepedővel letakart testet lát az udvaron. Azonban Roy az ágyában alszik. Miután a kislány felébreszti, Roy rájön, hogy az üvegben nem fájdalomcsillapító, hanem csak placebo volt, ezt haragosan szóvá is teszi a vizitáló orvosoknak. Miután Roy a dühkitörése miatt nyugtató injekciót kap, és elalszik, Alexandria elmegy.
Este, miután Evelyn nővár ágyba dugja az aggódó kislányt, Alexandria kioson a hálóból és a gyógyszertár felé veszi az irányt, hogy megtegye, amit Roy korábban már kért tőle. Útközben halálra ijed, amikor egy védőfelszerelést és röntgensugárzás ellen védő maszkot viselő technikusba botlik, aki majdnem észreveszi. A gyógyszertárban a polcokhoz felmászva megcsúszik és leesik, a morfiumtabletták szanaszét gurulnak.
A kislány a műtőben tér magához. Az operációból csak egy-egy pillanatra emlékszik. Roy meglátogatja egy kerekes székben ülve, próbálja vigasztalni és bevallja neki, hogy becsapta.
Mindezek után Roy csak gyászos véget tud elképzelni a hősök számára, ezért felajánlja, hogy azt Alexandria maga folytassa, ő azonban ragaszkodik hozzá, hogy a történetet Roy fejezze be.
Roy kelletlenül folytatja a mesét, amiben egyre-másra meghalnak a pozitív hősök, és úgy tűnik, hogy a gonosz Odious diadalmaskodni fog. Alexandria nyugtalan lesz és ezt nem tudja elfogadni, kijelenti, hogy ez az ő története is, és ezért beleszólása van annak alakulásába.
Végül csak a bandita (Roy) és leánya (Alexandria) maradnak életben, Odious pedig haldoklik.
Végül a kórház betegei és a személyzet egy rögtönzött filmvetítést néznek, aminek munkálatai során Roy megsérült. A Roy mellett ülő Alexandria és a többi gyermek izgatottan nézik a vásznat, amin egy gőzmozdonyt, vasúti kocsikat, hidat és lovat látnak, aminek a nyergébe ugrik valaki a vonat tetejéről. Roy keserű szájízzel nyugtázza, hogy az általa elrontott pár másodperces jelenetben, ami majdnem az életébe került, egy másik kaszkadőr látható, ő pedig kimaradt a filmből.
Ezután a meggyógyult Alexandriát látjuk, amint a történet misztikus hatodik hősének műfogsorát egy üres narancshéjba nyomva elülteti. Talán fogsorok fognak nőni belőle, amire annyira vágyik öreg szikh barátja?
A film végén a némafilmkorszak számos veszélyes jelenete látható, miközben Alexandria az anyjának elmeséli, hogy mi történt vele. Ezekben a jelenetekben Alexandria képzeletében a szereplő mindegyikben Roy, még azokban is, ahol a valóságban Buster Keaton mellett egy házfal leomlik.

## Szereplők
| Színész            | Szerep                              | Magyar hang      |
| ------------------ | ----------------------------------- | ---------------- |
| Lee Pace           | Roy Walker / fekete álarcos bandita | Csőre Gábor      |
| Catinca Untaru     | Alexandria / bandita lánya          | Győriványi Laura |
| Justine Waddell    | Evelyn nővér / elrabolt hölgy       | Tóth Ildikó      |
| Daniel Caltagirone | Sinclair / Odious kormányzó         | Takátsy Péter    |
| Marcus Wesley      | jégszállító / Otta Benga            | Schmied Zoltán   |
| Robin Smith        | egylábú színész / Luigi             | Forgács Gábor    |
| Jeetu Verma        | narancsszedő / indián               |                  |
| Kim Uylenbroek     | orvos / Nagy Sándor                 |                  |
| Leo Bill           | idős ember / Charles Darwin         | Dévai Balázs     |
| Emil Hostina       | Alexandria apja / bandita           |                  |
| Julian Bleach      | misztikus bölcs / narancsszedő      | eredeti nyelven  |

## Megjelenés
A zuhanást a 2006-os Torontói nemzetközi filmfesztiválon mutatták be először. Az amerikai mozikba 2008-ban került.

## Fogadtatás
A film általában pozitív kritikákat kapott a kritikusoktól. A Rotten Tomatoes filmkritikusai a filmet 59%-ra értékelték, a nézők 85%-ra (2011-01-22-i adat). Az IMDB a nézői szavazatok alapján az igen magas 7,9-re értékelte a filmet a maximális 10-ből (28 ezer szavazó, 2011-01-22).
Roger Ebert filmkritikus 4/4-re értékelte a filmet.
A film több kritikus „legjobb 10” listáján szerepelt a 2008-ban bemutatott filmek között.

## Díjak
- 2007, Berlini filmfesztivál: legjobb film

## Készítése
Tarsem a reklámfilmek készítéséből származó saját vagyonából hozta létre a filmet (a DVD-n hallható közlése szerint), azzal az elhatározással, hogy azt saját elképzelései szerint alakítja, továbbá, hogy a szereplőket nagyjából egyenlő módon díjazza, a tipikus hollywoodi szokásokkal ellentétben (ahol a főszereplő sztár kiemelkedően több pénzt kap).
A filmet egyik filmstúdió sem támogatta. Mivel a gyermekszereplő kulcsfontosságú volt, ezért különböző iskolákban próbafelvételeket készítettek (ez a folyamat hét évig tartott), hogy megtalálják az ideális szereplőt, aki Tarsem elképzelései szerint négy év körüli lett volna. Egyszer egy videófelvételen, ami Romániában készült, és főiskolások beszélgetését tartalmazta, észrevett egy kislányt, Catinca Utarut, aki akkor hatéves volt. Azonnal tudta, hogy ő lesz az igazi, és a filmet azonnal el kell kezdenie.
A kislány nem beszélt angolul, ezért a szövegét szóról szóra, elmondás alapján tanították be neki, de ha nem sikerült elmondania a harmadik-negyedik próbálkozásra sem, akkor inkább megváltoztatták a szöveget, hogy az spontánabb legyen.
Tarsem információi szerint a filmet nagyjából négy év alatt forgatták, több mint húsz országban. Néhány helyszín nem is szerepel a felsorolásban.
A dél-afrikai elmegyógyintézet, ahol a filmet felvették, a forgatás ideje alatt is működött.
A DVD kommentárja szerint a filmszínész Lee Pace a rendező javaslatára már a forgatás kezdetén ágyban maradt, illetve tolószékben volt, hogy alakítása hitelesebb legyen, így a stáb tagjai közül is többen azt hitték, hogy a színész képtelen önállóan mozogni. A fő cél az volt, hogy a kislány főszereplő alakítása valóságos legyen. Ezt az is elősegítette, hogy az ő szerepe sok jelenetben csak vázlatosan volt meghatározva, rá volt bízva a spontán reagálás.
Az egyik ilyen reakció az volt, amikor Alexandria a leírt „E” betűt „3”-asnak olvasta ki. A rendező ezt észlelve a tévesztést beledolgozta a történetbe.
A realizmus fokozása érdekében a kórházi jelenetekben a kamera a kórházi ágyat körülvevő függönyön képzett kis lyukon keresztül filmezte a jelenetet, hogy minél kevésbé zavarja a kislány alakítását.
A film visszatérő zenei témája Beethoven 7. szimfóniájából való.
A helyszínek ábrázolásánál nem használtak digitális effektusokat és számítógépes trükköket, azok a valóságban így néztek ki.

### Filmezési helyszínek

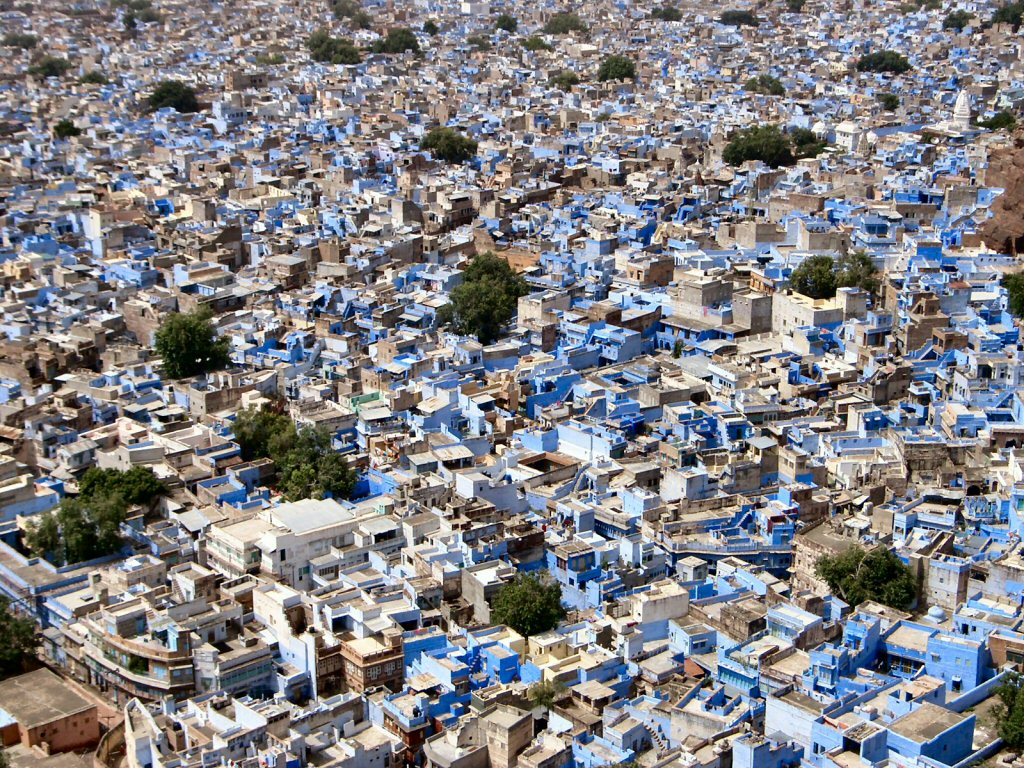
Dzsódhpur, a „kék város” (India)

- Valkenberg kórház, Fokváros, Dél-Afrika
- Dead Vlei, Sossusvlei dűne a Namib-Naukluft nemzeti parkban (Namíbia)[9]
- A labirintus Dzsantar Mantar, Dzsaipur
- Károly híd, Prága, Csehország
- „Pillangó zátony”, Fidzsi-szigetek
- Szumátra
- Andamán- és Nikobár-szigetek, India
- Pangong Lake, Ladak, India
- Buland Darváza, Fatehpur Szíkri palota-komplexum, Uttar Prades, India
- Agra[10]
- Mágneses hegy, Ladak, India
- Holdas tájkép, Lamajuru, Ladak, India
- Bali szigete
- Csand Baori, Abhaneri falu, Rádzsasztán indiai állam
- Dzsódhpur, Rádzsasztán „kék városa”
- Umaid Bhaván palota előcsarnoka, Dzsodhpur, Rádzsasztán
- Tádzs Mahal, India
- Piazza del Campidoglio, Colosseum, Róma, Olaszország
- Hadrianus villája, Tivoli, Olaszország
- Hagia Szophia, Isztambul, Törökország
- Szabadság-szobor, Luxembourg-kert, Párizs, Franciaország[8]